# Ballana tolara
Ballana tolara är en insektsart som beskrevs av Delong 1964. Ballana tolara ingår i släktet Ballana och familjen dvärgstritar. Inga underarter finns listade i Catalogue of Life.